# Gare de La Clayette - Baudemont
La gare de La Clayette - Baudemont est une gare ferroviaire française située sur la commune de Baudemont et à proximité de La Clayette  dans le département de Saône-et-Loire et la région Bourgogne-Franche-Comté.

## Histoire
La gare a ouvert ses portes en même temps que la ligne de Pouilly-sous-Charlieu à Clermain, en date du 1er mars 1889,.

## Situation ferroviaire
À partir de 1895, la gare permettait la  correspondance entre les lignes de Paray-le-Monial à Givors-Canal et de Pouilly-sous-Charlieu à Clermain. Cette ligne, fermée par section à partir de 1943, ne dessert plus la gare depuis 1966. Les deux lignes ont été concédées aux PLM au XIXe siècle puis à la SNCF, à se création en 1938.
Depuis la Clayette, il était également possible de rejoindre Monsols, via une ligne gérée par les Chemins de fer départementaux du Rhône - Saône-et-Loire. Cette ligne a fonctionné entre 1911 et 1934.

## Service des voyageurs

### Accueil
Gare SNCF: guichet et bâtiment fermés depuis janvier 2019.

### Dessertes
La Clayette - Baudemont est desservie par des trains du réseau TER Bourgogne-Franche-Comté via les missions suivantes :
- Lyon — Paray-le-Monial ;
- Lyon — Tours (via Paray-le-Monial, Moulins, Nevers et Bourges) ;
- Lyon — Nevers (via Paray-le-Monial et Moulins).